# Olympische Sommerspiele 1984/Teilnehmer (Tonga)
| Gelbes Symbol für Goldmedaillen mit stilisierten Olympischen Ringen | Graues Symbol für Silbermedaillen mit stilisierten Olympischen Ringen | Braundes Symbol für Bronzemedaillen mit stilisierten Olympischen Ringen |
| ------------------------------------------------------------------- | --------------------------------------------------------------------- | ----------------------------------------------------------------------- |
| —                                                                   | —                                                                     | —                                                                       |

Tonga nahm an den Olympischen Sommerspielen 1984 in Los Angeles, USA, mit einer Delegation von sieben Sportlern (allesamt Männer) teil.

## Teilnehmer nach Sportarten

### Boxen
- Lisiate Lavulo
Halbweltergewicht: 17. Platz

- Saikoloni Hala
Weltergewicht: 17. Platz

- Elone Lutui
Halbmittelgewicht: 9. Platz

- Otosico Havili
Mittelgewicht: 17. Platz

- Fine Sani Vea
Halbschwergewicht: 9. Platz

- Tevita Taufo'ou
Schwergewicht: 5. Platz

- Viliami Pulu
Superschwergewicht: 5. Platz